# Scheintot (Roman)

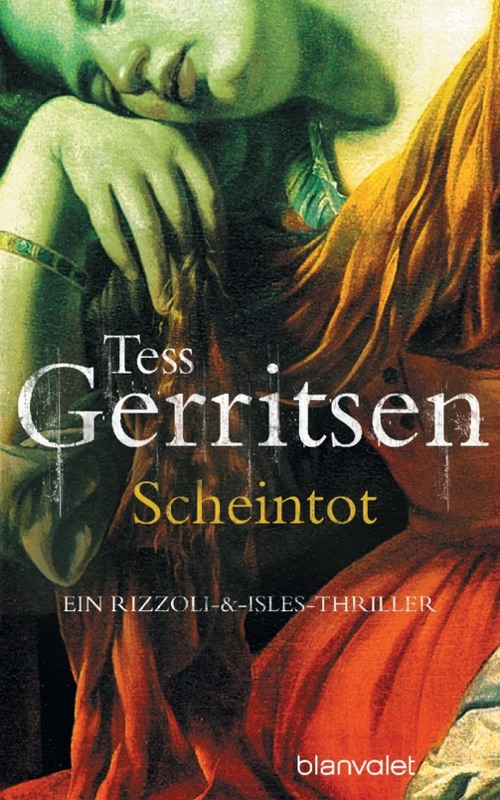
Scheintot

Scheintot (engl.: Vanish) ist ein 2005 erschienener Roman aus dem Genre Medical Thriller der US-amerikanischen Schriftstellerin Tess Gerritsen. Es ist der fünfte Teil der Jane-Rizzoli-Serie.

## Handlung
Es ist ein heißer August in Boston und Detective Rizzoli ist auf dem Zeugenstand, als sie zur Geburt ihres Babys ins Krankenhaus eilen muss. In der Zwischenzeit wurde am Vorabend im selben Krankenhaus eine junge Frau ins Krankenhaus eingeliefert, die Dr. Maura Isles anscheinend verstorben unter den Leichen gefunden hatte, die auf eine Autopsie warteten. Als Maura merkte, dass die Frau noch am Leben war, hatte sie dringend die nahe gelegene Krankenhauseinrichtung angerufen und mit der Wiederbelebung begonnen.
Als Janes Ehemann, FBI-Agent Gabriel Dean, nach Hause reist, um Janes Tasche für den Krankenhausaufenthalt abzuholen, beginnt die unbekannte junge Frau, die umgeben von Dr. Isles, einem Wachmann und einem Arzt aufwacht, zu zappeln. Er stiehlt die Waffe von seiner Wache, tötet sie und verbarrikadiert sich dann, nachdem er versucht zu entkommen, im selben Flügel des Krankenhauses, in dem sich Jane Rizzoli befindet, und nimmt sie zusammen mit anderen Patienten und ihrem Gynäkologen als Geisel.
So beginnt stundenlanges Warten und Bestürzung für alle, besonders für Gabriel, der befürchtet, dass der Entführer erfahren könnte, dass Jane Polizistin ist. Bundesbehörden kommen auch am Tatort an, und sobald festgestellt ist, dass das Unbekannte wahrscheinlich russischer Herkunft ist, beginnen sie, über den tschetschenischen Terrorismus zu sprechen. Gabriels und Janes Kollegen sind nicht überzeugt, aber sie sind nicht diejenigen, die mit der Situation umgehen. In der Zwischenzeit führt Gerichtsmediziner Abe Bristol eine Autopsie beim Wachmann durch, während Maura und Gabriel beschließen, Ihnen zu helfen, da niemand im Krankenhaus das Opfer kennt und es keine Mitarbeiter mit seinem Namen gibt, also ist er auch ein Fremder. Während der Autopsie der Wache wird eine wichtige Information aufgedeckt: Die verwendete Waffe wurde mit Duplexkugeln beladen; Zwei Kugeln werden in jede Patrone eingesetzt. Auf diese Weise beginnen zwei Kugeln mit einem einzigen Schuss, der leicht unterschiedlichen Flugbahnen folgt, um maximalen Schaden zu erzielen. Es ist sicherlich keine Regulierungswaffe für einen Wachmann. Es ist daher klar, dass der Mann das Krankenhaus betreten hatte, um den Fremden zu töten, der, wie Jane entdeckt, Olena heißt.
Am Ende der Autopsie erreicht Maura und Gabriel eine schockierende Nachricht: Ein schwarz gekleideter Mann schaffte es, die Polizei zu überwinden, das Gebäude zu betreten und das Unbekannte zu erreichen. Jetzt gibt es zwei Entführer. Der zweite Entführer wird bald als Joseph Roke identifiziert, ein Amerikaner aus Virginia, der an Paranoia leidet und mehrere Verschwörungstheorien unterstützt. John Barsanti vom FBI informiert Gabriel auch, dass der Mann gesucht wird, weil er nur zwei Monate zuvor einen Polizisten in New Haven, Connecticut, getötet hat.
Die Nachricht von Janes wahrer Identität wird endlich in der Presse enthüllt und auch die Entführer erfahren davon. Anstatt sie zu töten, bitten sie sie, ihnen zu helfen, Gerechtigkeit zu üben, und Jane erzählt ihnen von ihrem Mann, der Tatsache, dass er ein FBI-Agent und die einzige Person ist, der sie ihr Leben anvertrauen würde. Gabriel schafft es dann, auf Wunsch der Entführer das Krankenhaus zu betreten. Die vier reden nur für ein paar Minuten, also bekommen Gabriel und Jane nur zwei Namen heraus: Ashburn und Mila. Tatsächlich überfluten die Angriffstrupps kurz darauf den Raum mit Fentanyl, töten die Entführer mit Gewehrfeuer und befreien die Geiseln.
Jane bringt ein kleines Mädchen zur Welt und wird bald von ihrem Mann begleitet und von Familie und Freunden umgeben. In der Zwischenzeit gelingt es Maura, die Leichen der beiden Entführer unter der Gerichtsbarkeit der Bostoner Polizei festzuhalten, so dass sie die Möglichkeit hat, selbst Autopsien durchzuführen. In kurzer Zeit gelingt es dem Federal Special Operations Team jedoch, die Leichen und alle Beweise zu übergeben, wodurch die Polizei von Boston und John Barsantis Team vollständig aus der Untersuchung herausgeschnitten werden.
Zu Hause versucht Jane, sich an die neue Familiensituation zu gewöhnen, wird aber von beunruhigenden Albträumen über Entführungen und einem Namen heimgesucht, der ihr immer in den Sinn kommt: Mila. In der Zwischenzeit bleibt die einzige Verbindung zum Fall die Patrone der Kugeln, die die gefälschte Wache getötet haben. Detective Thomas Moores Suche in der Bundesdatenbank zahlte sich aus: Die gleiche Waffe wurde im Januar desselben Jahres bei einer Schießerei in Ashburn, Virginia, eingesetzt. Unter diesen Umständen waren fünf nicht identifizierte Frauen in einem isolierten Haus erschossen worden.
Jane und Gabriel machten sich auf den Heimweg und reisten sogar nach Virginia, um das Ashburn-Haus zu untersuchen, in dem die Schießerei stattfand und sich mit dem FBI-Team unter der Leitung von Barsanti zu beraten. Er befasst sich mit dem Verschwinden von Hunderten von Mädchen, die jedes Jahr illegal in die Vereinigten Staaten einreisen und dann als Sklaven in Häusern wie Ashburn getrennt gehalten werden. Schließlich erkennt Jane, dass der Schlüssel zur Entdeckung der Wahrheit Mila ist. Sie müssen in der Lage sein, sie zu finden, aber das bringt sie und ihre neugeborene Tochter Regina in große Gefahr. Nur die Intervention des jungen russischen Mädchens wird verhindern, dass Jane und ihre Tochter von einem skrupellosen Mörder getötet werden.

## Auszeichnungen und Anerkennungen
Die Autorin, Tess Gerritsen, gewann in der Ausgabe 2006 den Nero Wolfe-Preis. Im selbigen Jahr wurde sie auch für die Edgar Allan Poe Awards nominiert, die von den Mystery Writers of America Association organisiert wurden, und den Macavity Award, der von den Mystery Readers International Association in der Kategorie Best Mystery Novel organisiert wurde.